# Strada principale 19
La strada principale 19 è una delle strade principali della Svizzera.

## Percorso
La strada n. 19 è definita dai seguenti capisaldi d'itinerario: "Briga - Gletsch - passo della Furka - Realp - Andermatt - sommità del passo dell'Oberalp/Cuolm d'Ursera - Disentis/Mustér - Ilanz - Flims - Reichenau".